# T-Mobile G1
T-Mobile G1 (před uvedením známý jako HTC Dream) je chytrý telefon způsobem pojetí svého software zaměřený na významné využití služeb internetu. Operační systém Android dodaný sdružením Open Handset Alliance, jehož verzi 1.0 vyvinula společnost Google, byl podle tvrzení v tiskové zprávě společnosti T-Mobile, právě v tomto telefonu použit vůbec poprvé . Pro T-Mobile tento telefon vyráběla tchajwanská firma HTC.
Telefon G1 byl uveden 23. září 2008 a ten den americký T-Mobile na něj začal přijímat předobjednávky skrze internetový formulář. V Británii byl telefon uveden 30. října 2008, ve zbytku Evropy (především v Německu, Nizozemsku a Česku) se s uvedením na trh čeká na počátek roku 2009.
Cena telefonu na americkém trhu byla stanovena na $179 pokud je telefon pořízen spolu s tarifem od operátora na dobu dvou let, za cenu $399 jej pak lze zakoupit bez jakéhokoliv úvazku k operátorovi T-Mobile. Telefon G1 je vyráběn ve třech barevných provedeních - bronzová, černá a bílá. Na českém trhu byla plná cena stanovena na 10149 Kč, ceny pro zákazníky operátora jsou od 1 do 7499 Kč.

## Hardware

### Displej
Displej o úhlopříčce 3.2 palců (cca 8 cm) typu TFT-LCD. Displej reaguje na dotyk prstů, není tedy nutné používat speciální ukazovátko (tzv. stylus). Obraz displeje je složen ze 480 × 320 pixelů (bodů), které udávají jeho rozlišovací schopnost. Místo uvedeného číselného údaje o rozlišení se můžeme setkat i se zkráceným označením HVGA. Díky schopnosti reagovat na dotyk lze aplikace ovládat pouhým ukázáním či pohybem prstu ve směru. Obraz displeje je možné sledovat v režimu na výšku i na šířku, telefon automaticky aktivuje režim horizontální po vysunutí klávesnice a naopak. Displej je více dotykový, tj. dokáže rozpoznat dotyky více prstů na různých místech, avšak protože na tuto funkci má patent firma Apple, je záměrně vyřazena softwarově (tuto schopnost displeje je možné softwarově znovu aktivovat a to po získání administrátorských práv).

### Procesor
Procesor MSM7201A je hybridní čip CPU/GPU od firmy Qualcomm, CPU má frekvenci 528 MHz, čipset zároveň v sobě integruje podporu 3G sítí operátorů a jeho GPU část dokáže vykreslit 4 miliony polygonů za sekundu. Hardwarově sice umí akcelerovat Javu, avšak tato dovednost procesoru není využita protože Android používá Dalvik VM namísto Java VM, které jsou sice z pohledu vývojáře kompatibilní, nikoliv však z pohledu tohoto procesoru.

### Klávesnice
G1 má úplnou QWERTY klávesnici kterou lze zpřístupnit odsunutím displeje do strany. Na spodní části telefonu je vždy dostupno 6 tlačítek pro základní navigaci.
- tlačítko „zvednout telefon“ (zelené) – iniciuje odchozí hovory, otevírá adresář kontaktů, přijímá hovory
- tlačítko „domů“ (černé) – v jakékoliv situaci zobrazí úvodní obrazovku s ikonami a dalšími volitelnými prvky umístěnými na ploše. Z této úvodní obrazovky lze iniciovat jakoukoliv funkci telefonu například spuštěním některé z nainstalovaných aplikací.
- všesměrový ovladač „trackball“ – jedná se o vylepšený ovládací prvek pro všesměrové ovládání pohybu, pohyb má právě takovou rychlost jakou rychlost rotace prstem udáme kuličce trackballu
- tlačítko „zpět“ (černé) – vrátí se o krok zpět, vícenásobným stiskem tohoto tlačítka se tak postupně dostaneme třeba až na úvodní obrazovku
- tlačítko „zavěsit telefon“ (červené) – ukončí probíhající hovor, pokud žádný hovor neprobíhá pak uvede telefon do úsporného režimu
- tlačítko „menu“ (černé) – otevře kontextovou (lokální) nabídku funkcí, které souvisí s tím co se v daný okamžik odehrává na displeji telefonu, například na úvodní obrazovce stiskem tohoto tlačítka získáme nabídku ve které hned první položkou můžeme přidat novou ikonu na plochu.

Na levé straně telefonu je pár tlačítek sloužící k ovládání hlasitosti všech zvukových projevů přístroje skrze jeho reproduktor, náhlavní soupravu apod.
Na pravé straně telefonu je spoušť integrovaného fotoaparátu.

### Audio/zvuk
Namísto klasického sluchátkového „jack“ konektoru používá G1 konektor mini-USB který lze použít i k připojení sluchátek. Pomocí redukce lze připojit libovolná sluchátka kompatibilní s konektorem typu „3,5 mm jack“. G1 umí přehrávat hudební soubory ve formátech MP3, AAC, AAC+, WMA, MPEG4, WAV, MIDI, Real Audio a Ogg.

### Fotoaparát
G1 integruje fotoaparát s rozlišením 3,2 megapixelů. Jak už to u fotoaparátů v mobilních telefonech bývá, ani G1 nemá optický transfokátor (pouze digitální). Nahrávání videa bylo umožněno až ve verzi 1.5 (CupCake). G1 umí přehrávat video (i streamovaná videa) ve formátech H.264, 3GPP, MPEG4 a 3GP.

### GPS
Telefon disponuje integrovaným přijímačem GPS s velmi dobrou citlivostí a dokonce elektromagnetickým kompasem, který zajišťuje naklánění mapy podle vaší polohy. Tento elektromagnetický kompas lze využít s navigačním softwarem dodávaným s telefonem - Google Maps při zobrazení map typu Street View, kdy se zobrazuje přímo pohled do ulice pomocí fotografií a tento pohled se při otáčení telefonem otáčí rovněž.

### Paměť
Do G1 lze vložit paměťovou kartu microSD, která může mít velikost maximálně 32 GB, s telefonem je však dodávána microSD karta pouze o velikosti 2 GB. Větší kartu je tedy nutné eventuálně dokoupit.

### Baterie
G1 disponuje dobíjeným akumulátorem o kapacitě 1150 mAh který při plném nabití dokáže udržet přístroj 5 až 130 hodin v chodu v závislosti na tom jak intenzivně je přístroj po tu dobu používán. Dobu provozu zkracuje hlavně používání Wifi a datových spojení obecně.

### Akcelerometr
G1 integruje speciální senzor který dokáže rozpoznat směr pohybu telefonu a jeho rotaci. Tento senzor je používán například aplikací Street View v režimu zobrazení „kompas“ pro ovládání pohledu v 3D prostoru.

## Software
Softwarovým základem pro veškeré funkce G1 je operační systém Android a pro něj určené aplikace. Většina vývojářů své aplikace pro Android píše v jazyce Java, avšak Android tyto aplikace nespouští nad J2ME od Sun Microsystems jak by mnozí očekávali, ale trochu netradičně nad vlastní implementací téhož, kterou Google pojmenoval Dalvik a její zdrojové kódy nabídl pod open-source licencí jako ostatně celou platformu Android. Z toho plyne že aplikace napsané v Javě je nutné zkompilovat do unikátního ne-Javovského bajtkódu předtím než mohou být spuštěny na Androidu.
Úvodní obrazovka Androidu nezapře svoji inspiraci v desktopových operačních systémech. Je zde tradiční plocha s volitelnou obrazovkovou tapetou, na kterou následně umisťujeme dle vlastních preferencí programy, dokumenty, či různé specializované nástroje jako jsou například hodiny, zprávy dne apod. Plocha je horizontálně rozdělena na 3 části mezi kterými plynule přecházíme pohybem prstu do stran či například tažením ikony ke kraji displeje.
Android používá internetový prohlížeč který vychází ze stejného opensource jádra jádro jako Google Chrome, prohlížeč Konqueror, prohlížeč Symbianu S60, Apple Safari či prohlížeč telefonu Apple iPhone. Jedná se o jádro WebKit.
Android přichází s několika předvolenými aplikacemi (Mapy, GMail, YouTube přehrávač, Kalendář, Google Talk, apod.), které můžete používat nebo je snadno odstranit či nahradit jinými.
Libovolné dostupné aplikace pro Android si může uživatel vybrat a stáhnout na Android Market, což je online aplikace, která umožní procházet kategorizovaný přehled všech dostupných aplikací pro tuto platformu, zvažovat vhodnost konkrétních aplikací pomocí hodnocení ostatních uživatelů a následně libovolnou zvolenou aplikaci stáhnout a nainstalovat do mobilního zařízení.